# Lords of Sounds and Lesser Things
Lords of Sounds and Lesser Things es el tercer EP de la banda Americana de rock alternativo Veruca Salt, lanzado en 2005 de forma independiente, y distribuida por su propia discográfica Velveteen Records.
El EP contiene cinco nuevas canciones y una grabación de Richard Patrick de la banda Filter, en la que grita repetidamente "I got my pants on!". Dos de las canciones ("Save You" y "The Sun") fueron grabadas nuevamente para el cuarto álbum de estudio de la banda, IV.

## Lista de canciones
1. "Save You" (Louise Post, Stephen Fitzpatrick) – 4:27
2. "Blood On My Hands" (Post, Fitzpatrick) – 3:30
3. "The Sun" (Post, Fitzpatrick) – 4:04
4. "I Got My Pants On" – 0:24
  - Samples: Richard Patrick de Filter
5. "Firefly" (Post) – 3:28
6. "For Days" (Post) – 4:08

## Créditos
- Louise Post – voz, guitarra
- Stephen Fitzpatrick – guitarra
- Solomon Snyder – bajo
- Michael Miley – batería